# 科學計量學
科学计量学（英語：Scientometrics）是科学学的一门核心学科，旨在对科学自身进行定 量研究。该领域的主要课题包括测量科学为社会带来的冲击、调查学术机构对社会带来的冲击、了解科学引用、将科学领域与管理和政治决策联系起来。在实际应用中，科学计量学和其他许多科学领域之间都有很大交集，比如書目計量學、信息系统、信息学以及科学政策学。